# São João do Norte
São João do Norte é um distrito do município de Alegre, no Espírito Santo . O distrito possui  cerca de 800 habitantes e está situado na região oeste do município .